# یواس‌اس لافایت (اس‌اس‌بی‌ان-۶۱۶)
یواس‌اس لافایت (اس‌اس‌بی‌ان-۶۱۶) (به انگلیسی: USS Lafayette (SSBN-616)) یک زیردریایی بود که طول آن ۴۲۵ فوت (۱۳۰ متر) بود. این زیردریایی در سال ۱۹۶۲ ساخته شد.